# Gimme Some
Gimme Some es el sexto álbum de Peter Bjorn and John. Fue lanzad el 28 de marzo de 2011 en el Reino Unido, Europa y el resto del mundo a través de Cooking Vinyl, y al día siguiente en los Estados Unidos, a través de Startime International.
"Breaker, Breaker", "Second Chance", "Dig a Little Deeper" y "May Seem Macabre" fueron lanzados como sencillos, siendo este último lanzado exclusivamente a través de la radio. "Second Chance", lanzado el 24 de enero de 2001, es tal vez más conocido como el tema principal del sitcom americano 2 Broke Girls. El Tour estadounidense de Gimme Some se destacó por la comida gratis distribuida en cada show por compañías de catering local perteneciente a la ciudad donde ellos tocaban. Las apariciones en vivo de esta era fueron caracterizados por una energía de vuelta a lo básico, similar al punk, que surgió como resultado del esfuerzo de la banda por volver a un sonido más minimalista después de las composiciones electrónicas en capas de su álbum anterior Living Thing. La banda también creó un vídeo musical en colaboración con Pitchfork.TV del álbum entero.

## Lista de canciones
1. "Tomorrow Has to Wait" – 3:00
2. "Dig a Little Deeper" – 3:52
3. "Second Chance" – 4:15
4. "Eyes" – 2:55
5. "Breaker Breaker" – 1:41
6. "May Seem Macabre" – 4:44
7. "(Don't Let Them) Cool Off" – 2:50
8. "Black Book" – 1:38
9. "Down Like Me" – 3:51
10. "Lies" – 3:13
11. "I Know You Don't Love Me" – 5:38